# Pentace griffithii
Pentace griffithii är en malvaväxtart som beskrevs av George King. Pentace griffithii ingår i släktet Pentace och familjen malvaväxter. Inga underarter finns listade i Catalogue of Life.